# Ariel Bagg
Ariel M. Bagg (n. 1959) es un ingeniero e historiador argentino-alemán, experto en la historia de la tecnología del antiguo Oriente y de la antigua Asiria.

## Biografía
Ariel Bagg estudió inicialmente ingeniería civil en la Universidad de Buenos Aires, Argentina, pero luego continuó sus estudios en historia antigua en la misma universidad. En 1991 se recibió con una maestría con una tesis sobre el historiador griego Polibio. Posteriormente emigró a Alemania, donde junto con su mujer, la historiadora Betina Faist, estudió en el Seminario de Oriente Antiguo de la Universidad de Tubinga. En 1997 completó su doctorado con una tesis sobre las estructuras hidráulicas asirias, un tema de investigación que continuará durante los próximos años. Bagg consiguió la habilitación en la Freie Universität Berlin con un trabajo sobre la expansión asiria en Siria-Palestina. En 2012 consigue una rehabilitación en la Universidad de Leipzig. En 2012 se trasladó al Departamento de Asiriología del Departamento de Lenguas y Culturas del Cercano Oriente de la Universidad de Heidelberg, donde consigue una nueva rehabilitación y trabaja como Privatdozent. También es investigador asociado del Centre François Viète de Nantes, Francia. Usualmente viaja a Argentina para impartir seminarios y conferencias.

## Investigaciones
Dada su formación en ingeniería en Argentina, Ariel Bagg enfocó desde tempranos sus investigaciones en la historia de la tecnología del antiguo Oriente, en especial en relación con las estructuras hidráulicas de la antigua Asiria. Desde 2014, Bagg forma parte del Proyecto Eleppu junto con Grégory Chambon, un proyecto interdisciplinario germano-francés dedicado al estudio exhaustivo de la navegación y las embarcaciones en el antiguo Oriente sobre la base de las fuentes cuneiformes originales y las pruebas arqueológicas. También ha trabajado en dos proyectos RGTC sobre los nombres de lugares y aguas del período neoasirio y de Babilonia. Desde 2019 Bagg trabaja en el proyecto sobre la prosopografía de los textos asirios medios (PMA) de la Sociedad Alemana de Investigación (DFG), creando un léxico "biográfico" de los cerca de 4.700 nombres personales atestiguados en los textos cuneiformes no literarios publicados del período asirio medio.

## Publicaciones
- Assyrische Wasserbauten. Landwirtschaftliche Wasserbauten im Kernland Assyriens zwischen der 2. Hälfte des 2. und der 1. Hälfte des 1. Jahrtausends v. Chr.. Mainz, 2000 (BaF 24). ISBN 3805326394
- Die Orts- und Gewässernamen der neuassyrischen Zeit. Teil 1: Die Levante. Wiesbaden, 2007 (Répertoire Géographique des Textes Cunéiformes 7/1, TAVO Beih. B 7/7/1). ISBN 9783895005862
- Die Assyrer und das Westland. Studien zur historischen Geographie und Herrschaftspraxis in der Levante im 1. Jt. v. u. Z. Löwen, 2011 (OLA 216). ISBN 9042925698

- ‘Floods in the desert: How Nabataeans managed catastrophes’, en: A. Berlejung (ed.), Disaster and Relief Management, Tübingen, 2012, 311–330.
- ‘Irrigation’, en: D. T. Potts (ed.), A Companion to the Archaeology of the Ancient Near East, Malden-Oxford, 2012, 261–278.